# Myles Powell
Myles Blake Powell (ur. 7 lipca 1997 w Trenton) – amerykański koszykarz, występujący na pozycjach rozgrywającego lub rzucającego, od 2022 zawodnik Bay Area Dragons.
W 2015 zajął czwarte miejsce w turnieju Nike Global Challenge. Rok później wystąpił w meczu gwiazd amerykańskich szkół średnich Jordan Classic Regional.
19 grudnia 2021 dołączył do Philadelphia 76ers, podpisując umowę również na występy w zespole G-League – Delaware Blue Coats. 27 lipca 2022 został zawodnikiem Bay Area Dragons.

## Osiągnięcia
Stan na 24 października 2023, na podstawie, o ile nie zaznaczono inaczej.
NCAA
- Uczestnik rozgrywek:
  - II rundy rozgrywek turnieju NCAA (2018)
  - turnieju NCAA (2017–2019)
- Mistrz sezonu regularnego konferencji Big East (2020)
- Zawodnik roku konferencji Big East (2020)[5]
- Największy postęp konferencji Big East (2018)
- Laureat nagród:
  - Jerry West Award (2020)[6]
  - Haggerty Award (2019, 2020)[7]
- MVP turnieju The Wooden Legacy (2019)
- Zaliczony do:
  - I składu:
    - All-American (2020)
    - Big East (2019, 2020)
    - turnieju:
      - Big East (2019)
      - The Wooden Legacy (2019)

    - Big East All-Academic (2018)

  - składu honorable mention All-America (2019 przez Associated Press)
- Zawodnik tygodnia Big East (10.12.2018, 10.03.2019, 18.11.2019, 6.01.2020, 13.01.2020, 10.02.2020)
- Debiutant tygodnia Big East (21.11.2016)

Reprezentacja
- Brązowy medalista igrzysk panamerykańskich (2019)